# Primera División (Chile) 1950
Die Primera División 1950, auch unter dem Namen 1950 Campeonato Nacional de Fútbol Profesional bekannt, war die 18. Saison der Primera División, der höchsten Spielklasse im Fußball in Chile.
Die Meisterschaft gewann das Team von Everton. Es war der erste Meisterschaftstitel für den Klub.

## Modus
Die zwölf Teams spielen jeder gegen jeden mit Hin- und Rückspiel. Sieger ist die Mannschaft mit den meisten Punkten. Bei Punktgleichheit entscheidet das Torverhältnis. Sind die beiden besten Teams punktgleich, so gibt es ein Entscheidungsspiel.

## Teilnehmer
Der Klub Club Deportivo Ferroviarios stieg erstmals in die Primera División auf, fusionierte vor Saisonstart allerdings mit dem Ligakonkurrenten Badminton FC zu Ferrobadminton. Die übrigen elf Teams der Vorsaison nahmen auch wieder in dieser Saison teil. Neun Teams kommen aus der Hauptstadt Santiago, dazu spielen die Santiago Wanderers aus Valparaíso, Everton aus Viña del Mar und Deportes Iberia aus Conchalí in der Liga.

## Tabelle
| Pl.                       | Verein                   | Sp. | S  | U | N  | Tore    | Diff. | Punkte |
| ------------------------- | ------------------------ | --- | -- | - | -- | ------- | ----- | ------ |
| 1.                        | Everton                  | 22  | 12 | 6 | 4  | 056:330 | +23   | 30     |
| 2.                        | Unión Española           | 22  | 12 | 6 | 4  | 057:420 | +15   | 30     |
| 3.                        | CSD Colo-Colo            | 22  | 11 | 7 | 4  | 042:300 | +12   | 29     |
| 4.                        | Santiago Wanderers       | 22  | 10 | 7 | 5  | 040:320 | +8    | 27     |
| 5.                        | Audax Italiano           | 22  | 9  | 7 | 6  | 053:470 | +6    | 25     |
| 6.                        | Santiago Morning         | 22  | 9  | 4 | 9  | 053:510 | +2    | 22     |
| 7.                        | Ferrobadminton           | 22  | 8  | 5 | 9  | 047:510 | −4    | 21     |
| 8.                        | CD Magallanes            | 22  | 9  | 3 | 10 | 039:460 | −7    | 21     |
| 9.                        | CD Green Cross           | 22  | 5  | 7 | 10 | 053:600 | −7    | 17     |
| 10.                       | Universidad de Chile     | 22  | 6  | 4 | 12 | 039:470 | −8    | 16     |
| 11.                       | Universidad Católica (M) | 22  | 4  | 6 | 12 | 033:500 | −17   | 14     |
| 12.                       | Deportes Iberia          | 22  | 3  | 6 | 13 | 038:610 | −23   | 12     |
| Quelle: , Stand: Endstand |                          |     |    |   |    |         |       |        |

## Entscheidungsspiel
Durch die Punktgleichheit am Ende der Saison wurde die Meisterschaft durch ein Entscheidungsspiel entschieden.
| Datum      |                | Ergebnis  |         | Ort                        |
| ---------- | -------------- | --------- | ------- | -------------------------- |
| 14.01.1951 | Unión Española | 0:1 n. V. | Everton | Estadio Nacional, Santiago |

Als das Spiel nach 90 Spielminuten 0:0 stand, ging es in die Verlängerung. Dort schoss René Meléndez in der 104. Minute das entscheidende Tor und verhalf CD Everton zum ersten Meistertitel seiner Geschichte.

## Beste Torschützen
| Rang | Spieler    | Klub           | Tore |
| ---- | ---------- | -------------- | ---- |
| 1    | Félix Díaz | CD Green Cross | 21   |